# 1680

1680(천육백팔십)은 1679보다 크고 1681보다 작은 자연수다.

## 수학
- 합성수로, 그 약수는 총 40개다.[a]
  - 약수가 40개인 가장 작은 자연수다.
  - 1680의 진약수의 합은 4272이므로, 1680은 과잉수다.
- 17번째 고도 합성수다. 앞의 고도 합성수는 1260, 다음은 2520이다.
- 24번째 팔각수다. 앞의 팔각수는 1541, 다음은 1825다.
- {\displaystyle 1680=40\times 42}
  - 연속하는 두 짝수의 곱으로 나타낼 수 있으며, 이 성질을 지닌 앞의 수는 1520, 다음 수는 1848이다.
- {\displaystyle 1680=10\times 12\times 14}
  - 연속하는 세 짝수의 곱으로 나타낼 수 있으며, 이 성질을 지닌 앞의 수는 960, 다음 수는 2688이다.
- {\displaystyle 1680=5\times 6\times 7\times 8}
  - 연속하는 네 자연수의 곱으로 나타낼 수 있으며, 이 성질을 지닌 앞의 수는 840, 다음 수는 3024다.
- {\displaystyle 1680=(2^{6}\times 3^{3})-(7^{2}-1)}

## 과학·기술
- NGC 1680(독일어판, 프랑스어판): 화가자리 방향에 있는 막대나선은하.
- 1680 페르 브라헤(영어판): 소행성.
- IEEE 1680(영어판): 전자제품의 환경 성능 평가를 다루는 IEEE 표준.
- 노키아 1680(영어판): 노키아의 휴대 전화.

## 문화유산
- 대한민국의 보물 제1680호: 강세황 행초 표암유채

## 기타
- 연도: 1680년, 기원전 1680년
- 1680년대

## 같이 보기
- 1000